# جون ميخائيل ماكدونا
جون ميخائيل ماكدونا (بالإنجليزية: John Michael McDonagh)‏ هو منتج أفلام وكاتب سيناريو ومخرج بريطاني، ولد في 1967 في لندن في المملكة المتحدة.

## وصلات خارجية
- جون ميخائيل ماكدونا على موقع IMDb (الإنجليزية)
- جون ميخائيل ماكدونا على موقع ألو سيني (الفرنسية)
- جون ميخائيل ماكدونا على موقع أول موفي (الإنجليزية)
- جون ميخائيل ماكدونا على موقع بوكس أوفيس موجو (الإنجليزية)
- جون ميخائيل ماكدونا على موقع قاعدة بيانات الأفلام السويدية (السويدية)
- جون ميخائيل ماكدونا على موقع قاعدة بيانات الفيلم (الإنجليزية)
- جون ميخائيل ماكدونا على موقع كينوبويسك (الروسية)